# Foment de la Producció Nacional
Foment de la Producció Nacional fou una entitat patronal fundada per industrials catalans el desembre de 1868 amb la finalitat de defensar el proteccionisme davant les reformes lliurecanvistes del ministre liberal Laureà Figuerola contra les quals van convocar una manifestació l'abril de 1869. És considerada com l'organització patronal més antiga d'Europa i els seus principals fundadors foren Pere Bosch i Labrús, Domènec Sert i Rius, Miquel Buixeda, Josep Puig i Llagostera i Joan Güell i Ferrer, que en fou escollit primer president. Inicialment tenia 159 socis.
Defensava un "proteccionisme harmònic" teoritzat per Bosch i Labrús i Josep de Letamendi que defensava la implantació d'un sistema aranzelari que protegís tots els sectors econòmics nacionals de la competència exterior, a diferència dels postulats de Friedrich List, que ho veia com un sistema per a fomentar el desenvolupament de la indústria nacional. Aquest compromís programàtic d'aplegar tots els sectors econòmics en una sola entitat l'obligaria a renunciar a moltes de les reivindicacions per tal de no perjudicar-se uns sectors a altres.
El seu òrgan era El Protector del Pueblo. La seva intenció era crear una Lliga Proteccionista a nivell estatal, fundant entitats del mateix tenor a Madrid, Saragossa, València, Castelló de la Plana i Santander, per tal de lliurar-se de l'acusació de localisme, però la majoria d'elles restaren innoperatives i la seva influència política fou mínima. Entre 1872 i 1875, però, van mantenir bones relacions amb les Lligues de Contribuents d'arreu de l'estat.
El 1876 una part dels seus membres, encapçalats pel mateix Bosch i Labrús, s'escindí i creà el Foment de la Producció Espanyola. Aleshores tenia 944 socis. El 1879 es fusionà amb l'Institut Industrial de Catalunya i constituí Foment del Treball Nacional.